# Pamiątka (Blaise Pascal)

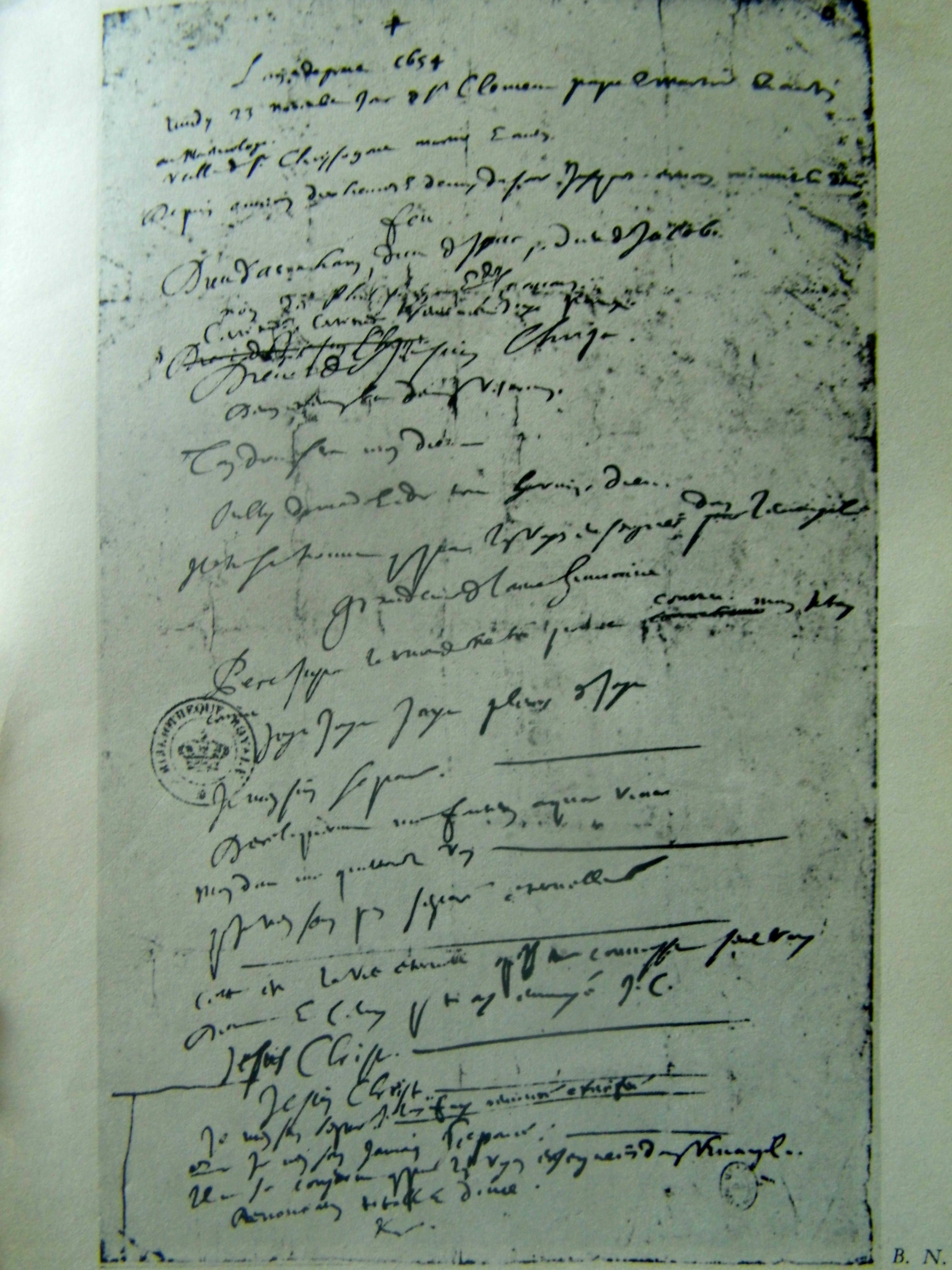
Rękopis Pamiątki, przechowywany w Bibliotece Narodowej Francji

Pamiątka (fr. Mémorial) – dzieło Blaise'a Pascala, powstałe w nocy z 23 na 24 listopada 1654 roku wskutek mistycznego przeżycia znanego jako „noc ognia”.

## Tło
Na nawrócenie religijne Blaise'a Pascala wpływ miało wstąpienie jego siostry Jacqueline do klasztoru Port-Royal w 1652 roku i złożenie przez nią ślubów w czerwcu rok później. Dotychczas „światowy” Pascal w znacznym stopniu zarzucił swoje zainteresowania, poczuł obrzydzenie do siebie i otoczenia, a w jego myślach począł dominować pesymizm. Latem 1654 roku Pascal złamał daną sobie obietnicę i odwiedził siostrę w Port-Royal, co spowodowało jego pragnienie poszukiwania Boga. Jak sam jednak wówczas stwierdził, „nie ma [Boga] w pobliżu”, w efekcie czego usłyszał, że Bóg nie chce go, ponieważ nadal żyje on w świecie.
Na początku października 1654 roku Pascal przeprowadził się bliżej Port-Royal. W tym czasie całkowicie oddał się modlitwie, lekturze Biblii i rozmowom z Jacqueline do tego stopnia, że często zapominał o zaspokajaniu niektórych podstawowych potrzeb fizjologicznych. 21 listopada 1654 chory Pascal w Port-Royal spotkał się z księdzem Antoine’em Singlinem, który doradził mu modlitwę, medytację, czytanie Pisma Świętego i zamknięcie się w domu przez wiele dni.

## Powstanie
23 listopada od 22:30 do 0:30 dnia następnego Pascal doświadczył mistycznego przeżycia, po którym zemdlał i obudził się rankiem. Następnie na kartce zapisał tekst, począwszy od krzyża w nagłówku i daty. W Pamiątce Pascal widział konieczność wyrzeczenia się świata oraz wybawienie człowieka jedynie poprzez spotkanie z Bogiem. Tekst charakteryzuje się niewieloma skreśleniami, a także kreskami kończącymi niektóre zdania.
Zapisaną kartkę Pascal złożył na pół i zaszył pod poszewką kaftana, nosząc ją do swojej śmierci, podobnie jak kopię, którą wykonał.

## Krytyka
Nicolas de Condorcet i Maurice Barrès krytykowali Pamiątkę jako powstałą w wyniku halucynacji. Mieczysław Gogacz określił Pamiątkę jako wynikłą z „przeżycia poetyckiego”, a nie religijnego.